# Gynoplistia chathamica
Gynoplistia chathamica là một loài ruồi trong họ Limoniidae. Chúng phân bố ở miền Australasia.